# Золтан Меліш
Золтан Меліш (угор. Zoltán Melis, 11 вересня 1947) — угорський академічний веслувальник.
Срібний призер Олімпійських Ігор 1968 року в складі розпашної четвірки без стернового, учасник 1972 року.
Срібний призер Чемпіонату Європи 1969 року в складі розпашної четвірки без стернового.